# Autobahndreieck Bochum-West

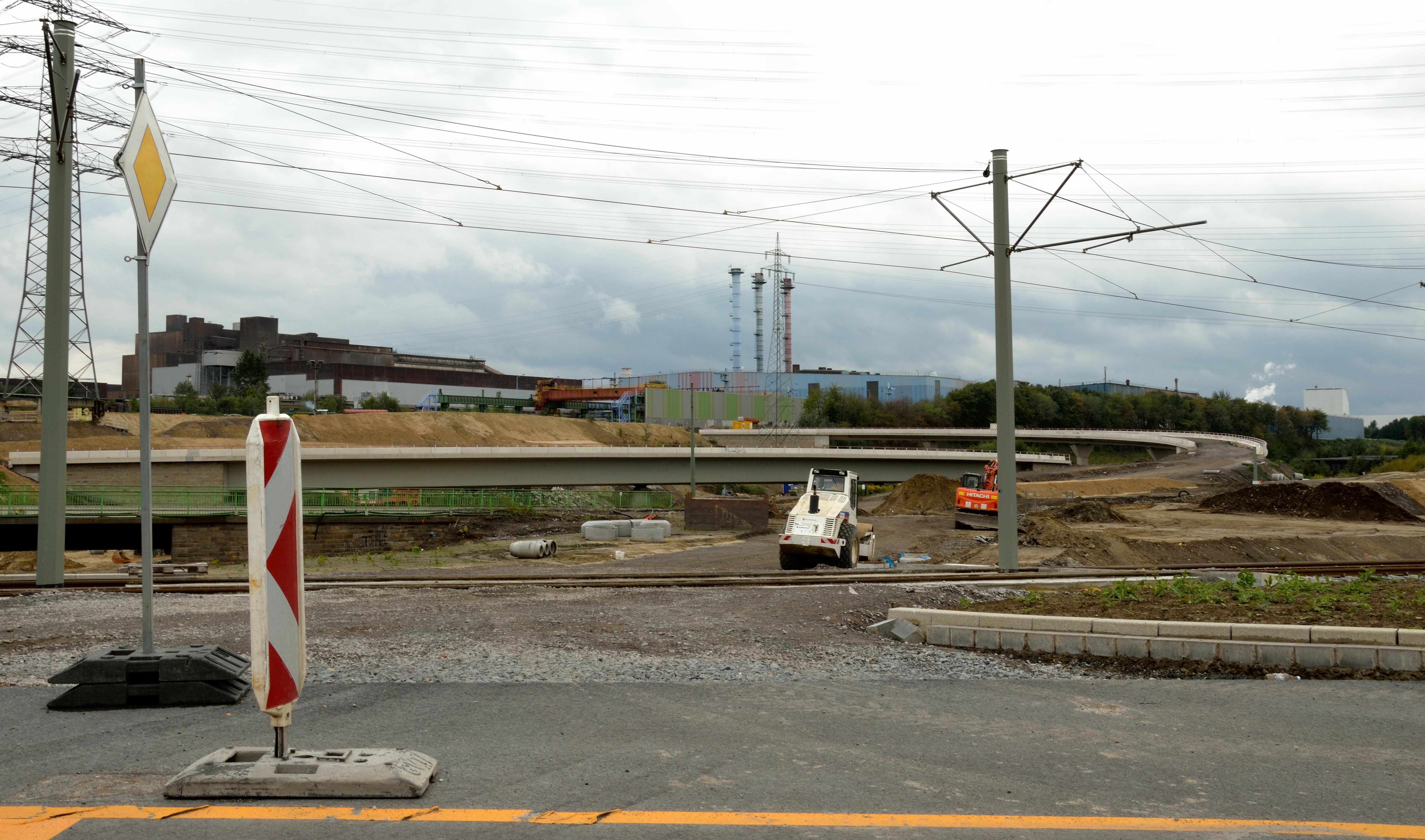
Baustelle im Jahr 2013

Das Autobahndreieck Bochum-West zwischen der A40 und der A448 bzw. dem Bochumer Ring wurde am 22. Juni 2015 offiziell freigegeben. Zum Bau des Autobahndreiecks gehörte die Verlegung der Wattenscheider Straße und der dort verlaufenden Straßenbahnlinie 302. Im Autobahndreieck gibt es jetzt eine Auffahrt von der Wattenscheider Straße.

## Verkehrsaufkommen
Das Dreieck wird täglich von rund 111.000 Fahrzeugen befahren.
| Von                        | Nach                          | Durchschnittliche tägliche Verkehrsstärke | Anteil Schwerlastverkehr |
| -------------------------- | ----------------------------- | ----------------------------------------- | ------------------------ |
| AS Bochum-Dückerweg (A 40) | AD Bochum-West                | 102.200                                   | 5,9 %                    |
| AD Bochum-West             | AS Bochum-Hamme (A 40)        | 090.700                                   | 6,5 %                    |
| AD Bochum-West             | AS Bochum-Stahlhausen (A 448) | 029.000                                   | 4,4 %                    |

## Aussichtspunkt
An der Wattenscheider Straße südlich der Überführung über die Bundesautobahn A 40 wurde für 58.000 € ein Aussichtspunkt geschaffen, von dem aus neben der Bundesautobahn A 40, der Anschlussstelle Bochum West und dem Autobahndreieck mit der Bundesautobahn A 448 lediglich noch die Regenwasserkläranlage Mühlenkamp einzusehen sind. Südlich und östlich des Aussichtspunktes versperren künstlich aufgeschüttete Hügel die Sicht, im Norden die heute mit Bäumen überwachsene Trasse der Ruhrgebietsstrecke der ehemaligen Rheinischen Eisenbahn-Gesellschaft. Die hohen Kosten für ein als sinnlos wahrgenommenes Bauwerk werden unter anderem vom Steuerzahlerbund moniert.